# یانگ یوانکینگ
یانگ یوانکینگ، (به چینی: 杨元庆) (زاده ۱۷ اکتبر ۱۹۵۹) کارآفرین، بازرگان و مدیر ارشد اجرایی چینی است، که در حال حاضر به‌عنوان مدیر عامل اجرایی شرکت لنوو فعالیت می‌کند.